# أنديرة كوبية
أنديرة كوبية (الاسم العلمي:Andira cubensis) هي نوع من النباتات تتبع جنس الأنديرة من الفصيلة البقولية.